# Jamaika-Blütenfledermaus
| 2 | · | 1 | · | 2 | · | 3 | = 32 |

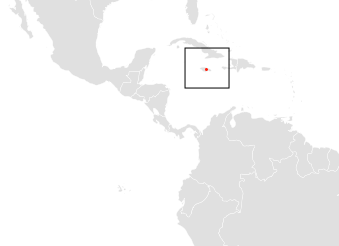
Verbreitungsgebiet der Jamaika-Blütenfledermaus

Die Jamaika-Blütenfledermaus (Phyllonycteris aphylla) ist ein Säugetier in der Unterfamilie der Antillen-Blütenfledermäuse (Phyllonycterinae).

## Merkmale
Der von Gerrit Smith Miller beschriebene Holotyp hatte eine Gesamtlänge von 88 mm, inklusive eines 12 mm langen Schwanzes, der zu Hälfte in die Schwanzflughaut eingebettet war. Das Exemplar hatte 48 mm lange Unterarme, 17 mm lange Hinterfüße und 13 mm lange Ohren. Das Nasenblatt dieser Art besitzt keinen blattförmigen Aufsatz und besteht nur aus einer runden Scheibe. Die Jamaika-Blütenfledermaus hat keinen Calcar am Fuß und die braunen Ohren sind nicht miteinander verbunden. Die Flughäute sind braun gefärbt. Weiterhin ist die Art durch einen robusten Unterkiefer und eine breite Zunge mit zahlreichen steifen Papillen gekennzeichnet. Die Haare des kurzen Fells sind oberseits etwa 6 mm lang, während die Unterseite mit etwa 4 mm langen Haaren bedeckt ist. Das Fell hat am gesamten Körper eine gelbbraune Farbe. Einzelne Exemplare aus einer von Hugh H. Genoways und Forscherkollegen 2005 veröffentlichten Studie wogen zwischen 13,3 und 19 g.

## Verbreitung und Lebensweise
Die Jamaika-Blütenfledermaus ist auf Jamaika endemisch und lebt dort im Umfeld von zwei Höhlen (Marta Tick Cave und Stony Hill Cave), zuvor war sie noch von rund einem halben Dutzend Höhlen bekannt.
Die Art bildet in den Höhlen Kolonien zusammen mit anderen Fledermäusen. Sie ernährt sich von Früchten, Nektar und Pollen sowie vermutlich von Insekten. Trächtige Weibchen wurden im Januar und Juni registriert, was vermuten lässt, dass Weibchen mehrmals im Jahr paarungsbereit sind. Eines der Weibchen war mit einem Embryo trächtig.

## Status
Einen längeren Zeitraum nach der Erstbeschreibung der Art konnten nur halbfossile Überreste der Jamaika-Blütenfledermaus in den bekannten Höhlen aufgefunden werden. Das führte Anfang der 1950er Jahre zur Auffassung, dass die Art ausgestorben war. Durch intensive Suche in der folgenden Zeit konnte 1957 erstmals ein lebendes Exemplar auf Jamaika nachgewiesen werden. Laut einer Schätzung der IUCN (2015) besteht die Gesamtpopulation aus 250 oder weniger fortpflanzungsfähigen Exemplaren. Die Fledermaus reagiert empfindlich auf Störungen am Ruheplatz. Zusätzlich können die Individuen streunenden Hauskatzen zum Opfer fallen. Die Jamaika-Blütenfledermaus wird als vom Aussterben bedroht (Critically Endangered) gelistet.